# Юлиан Дракслер
Юлиан Дракслер (на немски: Julian Draxler) е немски професионален футболист, състезаващ се за катарския Ал Ахли Доха. Типичната му позиция е атакуващ полузащитник, но бива използван и като ляво или дясно крило.

## Кариера

### Шалке 04
Дракслер прави дебют за „Кралско сините“ в Бундеслигата на 15 януари 2011 г., в двубой загубен от Хамбургер с 0:1. Седмица по-късно става вторият най-млад полеви играч в Бундеслигата, избран в стартовия състав (след Нури Сахин) в мач срещу Хановер, спечелен с 1:0.
На 25 януари 2011 г., Дракслер влиза като резерва в четвъртфиналите за Купа на Германия срещу Нюрнберг през втората половина на продълженията. Той вкара първия си гол за Шалке 04 в последните секунди на играта, за да спечели мача с 3:2 за своя клуб. Вкара първия си гол в Бундеслигата на 1 април 2011 срещу Санкт Паули.
През сезон 2011/12 изиграва важна роля за класирането на трето място в Германия и квалификациите за Шампионската лига за Шалке, като се появява в 30 от 34 шампионатни срещи. През следващия сезон той продължава с добрите си изяви и все повече започва да влиза като титуляр за своят отбор.
На 10 май 2013 г., Юлиан Дракслер продължава договора си с още две години, който ще продължи до лятото на 2018 г., като така слага край на спекулациите, че ще премине в Борусия Дортмунд. Феновете на Шалке остават толкова доволни от новината, че наемат автомобили с билбордове, които да дразнят феновете на Дортмунд.

### Волфсбург
На 31 август 2015 г. Дракслер подписва петгодишен договор с Волфсбург.

### Пари Сен Жермен
На 3 януари 2017 г. Дракслер преминава успешно медицинските тестове и подписа договор до 2021 г. с френския Пари Сен Жермен.

### Бенфика
През септември 2022 г. германският полузащитник преминава под наем от ПСЖ в португалския клуб от Примера Дивисион Бенфика за един сезон.

### Национален отбор
На 9 август 2011 г. Дракслер вкарва гол в дебюта си за Германия до 21 при победата с 4:1 над Кипър до 21 в квалификациите на Европейското първенство до 21 на ФИФА през 2013.
На 26 май 2012 г., прави своя дебют за първия отбор на Германия, като играе при загубата с 5 – 3 в Швейцария. Влиза като резерва на мястото на Лукас Подолски в 62-рата минута. Първият му гол за първия тим бе отбелязан на 2 юни 2013 г. в приятелска среща срещу САЩ в 81-вата минута.

## Статистика
Последна промяна: 19 септември 2015 г.
| Клубове          | Клубове          | Клубове          | Първенства | Първенства | Купи             | Купи             | Международни | Международни | Други  | Други  | Общо   | Общо   | Общо |
| Клуб             | Първенство       | Сезон            | Мачове     | Голове     | Мачове           | Голове           | Мачове       | Голове       | Мачове | Голове | Мачове | Голове |      |
| Германия         | Германия         | Германия         | Първенство | Първенство | Купа на Германия | Купа на Германия | Европа       | Европа       | Други  | Други  | Общо   | Общо   |      |
| ---------------- | ---------------- | ---------------- | ---------- | ---------- | ---------------- | ---------------- | ------------ | ------------ | ------ | ------ | ------ | ------ | ---- |
| Шалке 04         | Бундеслига       | 2010/11          | 15         | 1          | 3                | 2                | 6            | 0            | –      | –      | 24     | 3      |      |
| Шалке 04         | Бундеслига       | 2011/12          | 30         | 2          | 2                | 1                | 13           | 2            | 1      | 0      | 46     | 5      |      |
| Шалке 04         | Бундеслига       | 2012/13          | 30         | 10         | 3                | 2                | 6            | 1            | –      | –      | 39     | 13     |      |
| Шалке 04         | Бундеслига       | 2013/14          | 26         | 2          | 2                | 0                | 10           | 4            | –      | –      | 38     | 6      |      |
| Шалке 04         | Бундеслига       | 2014/15          | 15         | 2          | 1                | 0                | 3            | 0            | –      | –      | 19     | 2      |      |
| Шалке 04         | Бундеслига       | 2015/16          | 3          | 1          | 1                | 0                | 0            | 0            | –      | –      | 4      | 1      |      |
| Шалке 04         | Общо             | Общо             | 119        | 18         | 12               | 5                | 38           | 7            | 1      | 0      | 170    | 30     |      |
| Волфсбург        | Бундеслига       | 2015/16          | 1          | 0          | 0                | 0                | 1            | 1            | –      | –      | 2      | 1      |      |
| Общо в кариерата | Общо в кариерата | Общо в кариерата | 120        | 19         | 12               | 5                | 39           | 8            | 1      | 0      | 172    | 31     |      |

## Успехи

### Клубни
Шалке 04
- Купа на Германия: 2010/11
- Суперкупа на Германия: 2011

### Национален отбор
- Световен шампион: 2014